# セルジオ・エンリケ・サントス・ゴメス
セルジオ・エンリケ・サントス・ゴメス（Sérgio Henrique Santos Gomes、1994年9月4日 - ）は、ブラジルのプロサッカー選手。ポジションはFW。メジャーリーグサッカー・FCシンシナティ所属。

## 経歴
2015年からトップチームに昇格したアウダックス・イタリアーノでは2018年シーズンにリーグ戦16試合に出場して9ゴールを記録し、クラブの得点王となった。またクラブがコパ・チリ決勝に進出するのを助けた。決勝のCDパレスティーノ戦では第2試合でゴールを決めたが、最終スコア2-4で敗れ準優勝に終わった。
2018年12月、メジャーリーグサッカーのフィラデルフィア・ユニオンと契約を結んだ。移籍金は50万ドルと報じられた。
2022年7月8日、FCシンシナティに移籍した。